# Pangshura
Pangshura Gray, 1856 è un genere della famiglia dei Geoemididi. Le tartarughe ad esso ascritte sono originarie di Bangladesh, India, Nepal e Pakistan.

## Tassonomia
Comprende le seguenti specie:
- Pangshura smithii (Gray, 1863) - tartaruga a tetto bruna
- Pangshura sylhetensis (Jerdon, 1870) - tartaruga a tetto dell'Assam
- Pangshura tecta (Gray, 1831) - tartaruga a tetto indiana
- Pangshura tentoria (Gray, 1834) - tartaruga a tetto